# なりはたりき
『なりはたりき』は、山口放送（KRYラジオ）が2024年4月7日から毎週日曜日21:00 - 21:30（JST）に放送しているトーク番組。山口放送アナウンサー・成田弘毅（なりた こうき）と畑中里咲（はたなか りさ）の冠番組でもある。

## 概要
発端は2024年3月3日に放送された『THE FUTURE OF RADIOⅢ』に於いて、4人の若手アナウンサーが番組案を考え、そのパイロット版を作り放送、リスナーの投票によって上位に選ばれた番組案を実際の番組として立ち上げるという企画で畑中アナの番組案が2位を取ったことから正式な番組としてスタートすることが決定したもの。
番組のテーマは「世代間のギャップを面白おかしく語り合い、そして認め合う世代間ギャップバラエティ」であり、「仕事」や「恋愛」など世代間ギャップがありそうなテーマを毎回設定し、若者の本音や人生の考え方を楽しく紹介していく。
第1回のテーマは「え？これってダメですか？」。

## 放送時間
- 日曜21:00 - 21:30（2024年4月7日 - ）

## 出演者
- 成田弘毅（パーソナリティー） - 山口放送アナウンサー。
- 畑中里咲（パーソナリティー） - 山口放送アナウンサー。

## 主なコーナー
懺悔の小部屋
思わず「やってしもた～」というメッセージの投稿に対して畑中アナが関西弁で時に叱り時に慰める。